# Alliance of Democrats
Die Allianz der Demokraten (englisch Alliance of Democrats; französisch Alliance mondiale des démocrates, wörtl. Weltallianz der Demokraten) war eine weltweite Arbeitsgemeinschaft demokratischer, zentristischer Parteien.
Der Allianz der Demokraten gehörten insbesondere die Demokratische Partei der Vereinigten Staaten von Amerika, die Europäische Demokratische Partei und das Council of Asian Liberals and Democrats an. Insgesamt gehörten der Vereinigung 60 Mitgliedsparteien an.
Die Allianz wurde 2005 gegründet und gemeinsam von François Bayrou, Francesco Rutelli und Ellen Tauscher geführt. Die Allianz stellte 2012 die Arbeit ein.